# Kröhnkita
La kröhnkita es un mineral de la clase de los minerales sulfatos y dentro de esta pertenece al llamado "grupo de la roselita". Fue descubierta en 1876 en la mina de Chuquicamata, cerca de Calama en la provincia de Antofagasta (Chile), siendo nombrado en honor de B. Kröhnke, el que primero lo analizó. Sinónimos poco usados son: kroehnkite, krömkite o salvadorita.

## Características químicas
Es un sulfato de cobre y sodio hidratado, miembro del grupo de la roselita (Ca2Co(AsO4)2·2H2O) en el que se encuadran todos los sulfatos monoclínicos.

## Formación y yacimientos
Aparece de forma rara, como un mineral secundario formado en las zonas de oxidación hidrotermal en los yacimientos de minerales del cobre, típicamente en climas muy áridos como el del desierto de Atacama.
Suele encontrarse asociado a otros minerales como: atacamita, blödita, calcantita, antlerita o natrocalcita.

## Usos
Solo aparece en las zonas de los yacimientos donde ha ocurrido alteración hidrotermal, por lo que es utilizado como indicador de donde se ha producido esta, siendo muy útil pues allí se suelen encontrar minerales de importancia industrial.